# Ordre du royal secret
L'Ordre du royal secret, communément nommé Rite de perfection ou encore Rite du royal secret, est un rite maçonnique crée au XVIIIe siècle. Ce rite est la principale composante du Rite écossais ancien et accepté, fondé à Charleston (Caroline du Sud) en 1801.

## Histoire
L'origine et la diffusion du Rite de perfection, qui revendique une fondation en 1762, ainsi que la patente d'origine française, autorisant sa diffusion dans le monde font encore en 2015 l'objet de débats entre les historiens. 
Développé par Étienne Morin, cet ordre comporte 25 grades dont le dernier était le « Sublime Prince du Royal Secret ». Le 27 août 1761, à Paris, Étienne Morin reçoit une patente signée des officiers de la première Grande Loge de France le nommant « Grand Inspecteur pour toutes les parties du Monde ». L'original de cette patente, qui ne visait peut-être à l'origine que les loges symboliques, n'a jamais été retrouvé. On ne la connaît que par des copies plus tardives, qui pourraient avoir été embellies par Morin lui-même, afin de mieux assurer sa prééminence sur les loges de hauts grades des Antilles. C'est muni de cette patente française l'autorisant à diffuser le rite dans le Nouveau Monde qu'Étienne Morin l'implante aux Antilles à partir de 1765 et c'est à partir de la patente de Morin qu'Henry Andrew Francken le transmet en Amérique du Nord.

## Échelle des grades
Le Rite de perfection est à l'origine organisé en sept classes.
| Classe     | Grade | Nom                                                    |
| ---------- | ----- | ------------------------------------------------------ |
| 1re classe | 1     | Apprenti                                               |
| 1re classe | 2     | Compagnon                                              |
| 1re classe | 3     | Maître                                                 |
| 2e classe  | 4     | Maître secret                                          |
| 2e classe  | 5     | Maître parfait                                         |
| 2e classe  | 6     | Secrétaire intime                                      |
| 2e classe  | 7     | Intendant des bâtiments                                |
| 2e classe  | 8     | Prévôt et juge                                         |
| 3e classe  | 9     | Chevalier Élu des 9                                    |
| 3e classe  | 10    | Chevalier Élu des 15                                   |
| 3e classe  | 11    | Élu illustre chef des 12 tribus                        |
| 4e classe  | 12    | Grand maître architecte                                |
| 4e classe  | 13    | Chevalier Royale arche                                 |
| 4e classe  | 14    | Grand Élu ancien maître parfait                        |
| 5e classe  | 15    | Chevalier de l’épée                                    |
| 5e classe  | 16    | Prince de Jérusalem                                    |
| 5e classe  | 17    | Chevalier d'Orient et d'Occident                       |
| 5e classe  | 18    | Chevalier Rose Croix                                   |
| 5e classe  | 19    | Grand pontife ou Maître Ad vitam                       |
| 6e classe  | 20    | Grand Patriarche                                       |
| 6e classe  | 21    | Grand maître de la Clef de la maçonnerie               |
| 6e classe  | 22    | Prince du Liban chevalier de Royal hache               |
| 7e classe  | 23    | Souverain Prince adepte du grand consistoire           |
| 7e classe  | 24    | Illustre Chevalier commandeur de l’aigle blanc et noir |
| 7e classe  | 25    | Commandeur du Royal secret ou Prince sublime           |